# Rania Youssef

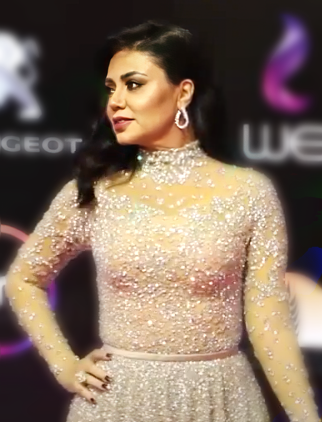
Rania Youssef (2019)

Rania Youssef (anhörenⓘ; * 1. Dezember 1973 in Kairo) ist eine ägyptische Filmschauspielerin. Rania Youssef hat immer wieder Rollen übernommen, die in der ägyptischen Gesellschaft kontrovers diskutiert werden.

## Rollen
Youssef spielt eine der Hauptrollen in der 2007 etablierten ägyptischen Fernsehserie The Yacoubian Building (Arabic: عمارة يعقوبيان ʿImārat Yaʿqūbīān), basierend auf dem Drehbuch von Atef Beshai unter der Regie von Ahmad Saqr.

## Kontroversen
Bei der Abschlussveranstaltung des Cairo International Film Festival im Jahr 2018 trug Youssef ein eng anliegendes schwarzes Spitzenkleid, durch das ihre Beine zu sehen waren. Daraufhin wurde sie von zwei ägyptischen Anwälten wegen "Anstiftung zu Ausschweifungen" angeklagt, da sie moralische Prinzipien der ägyptischen Gesellschaft verletzt habe. Einer dieser Anwälte war Samir Sabry, der sich damit rühmt, Tausende „Vergehen“ gegen ägyptische Moralvorstellungen angezeigt und vor Gericht gebracht zu haben. Nach der landesweiten Aufregung hat Youssef Stellung bezogen und bekräftigt, dass sie zu den Werten der ägyptischen Gesellschaft stehe. Dies werteten die Anwälte als die geforderte Entschuldigung, worauf sie die Klage zurückzogen.
Die Gefahr einer Strafverfolgung für Youssef war real. In der Vergangenheit wurden bereits Sängerinnen nach aufreizenden Musikvideos wegen "Anstiftung zu Ausschweifungen" zu Haftstrafen verurteilt. Youssef hätten im Fall einer Verurteilung bis zu fünf Jahre Haft gedroht.
Youssefs Privatleben ist regelmäßig Gegenstand in der arabischsprachigen Regenbogenpresse.